# Chirocephalus reiseri
Chirocephalus reiseri là một loài động vật giáp xác thuộc họ Chirocephalidae. Đây là loài đặc hữu của Bosnia và Herzegovina.